# The Sign on the Door
The Sign on the Door é um filme mudo do gênero drama dos Estados Unidos, dirigido por Herbert Brenon e lançado em 1921.